# Parachilia purpurea
Parachilia purpurea är en skalbaggsart som beskrevs av Moser 1913. Parachilia purpurea ingår i släktet Parachilia och familjen Cetoniidae. Inga underarter finns listade i Catalogue of Life.